# Jürgen Toft
Jürgen Toft (* 4. Mai 1943 in Berlin) ist ein deutscher, auf Kniechirurgie spezialisierter Orthopäde.

## Leben
Toft wuchs in Ost-Berlin auf. Er machte das Abitur 1962 und leistete danach drei Jahre Militärdienst. Von 1965 bis 1971 belegte er ein Studium der Medizin an der Berliner Humboldt-Universität. Von 1971 bis 1972 war Toft Assistent am Berliner Institut für Arbeitsmedizin.
1972 gelang ihm die Flucht nach Westdeutschland, wo er eine Ausbildung zum Facharzt für Orthopädie in Biberach an der Riß begann.
Nach den Stationen Tailfingen und Ratingen sowie Aufenthalten in den USA (Amerikanisches Staatsexamen 1975) wurde er 1976 Facharzt für Orthopädie. Im gleichen Jahr erfolgte eine Verleihung des Doktortitels von der Universität des Saarlandes und die Niederlassung als Orthopäde in Ingolstadt.
1980 erfolgte ein Wechsel nach Nordrhein-Westfalen in die Fabricius-Klinik Remscheid, die damals größte Belegklinik Deutschlands, und Spezialisierung auf die Kniechirurgie. 1984 gründete Toft die erste deutsche ambulante Klinik für Kniechirurgie in München.
1989 nahm er den holländischen Wirbelsäulenspezialisten, Thomas Hoogland, in seine Institution auf. Im Jahre 2000 wird ein weiterer Wirbelsäulenspezialist, Horst Dekkers, aufgenommen, nachdem 1997 die Einrichtung ausgebaut und in Alpha Klinik umbenannt worden war. 2003 wurde eine Schulterabteilung und 2006 eine Hüftabteilung (Leitung Vilas Boas) eröffnet, wobei in allen Spezialgebieten minimalinvasiv gearbeitet wird.
Die Spezialgebiete von Toft sind einerseits die arthroskopische vordere Kreuzbandoperation, die er als erster in Europa und als zweiter in der Welt 1983 arthroskopisch durchführte. Andererseits ist es die Abrasionsarthroplastik, ein Verfahren, das sein Lehrer, Prof. Lanny L. Johnson von der University of Michigan in Lansing, entwickelt hatte und welches Toft verfeinerte, damit schwer arthrotisch zerstörte Kniegelenke „regeneriert“ und vor einer Prothese bewahrt werden können. Für seine Arbeiten über die gelenkerhaltende Behandlung schwerer Arthrosen am Kniegelenk wurde Toft 2005 zum Professor der Universität Mailand ernannt und 2007 in den Senat der Deutschen Eliteakademie berufen. Mit Prof. Walter Pascale von der Universität Mailand ist Toft Gründer der International Association for Biologic Joint Reconstruction, die im Oktober 2006 ihren Gründungskongress in München hatte.
Toft hat mehrere Internationale Kongresse zum Thema Kniechirurgie organisiert und Demonstrationsoperationen in Argentinien, Südafrika, Mauritius, Indien, Pakistan und in den Vereinigten Arabischen Emiraten durchgeführt.
2002 erstritt er sich beim Bundesverfassungsgericht das Recht, sich „Kniespezialist“ nennen zu dürfen und im Jahre 2003 war er maßgeblich am Urteil des Bundesgerichtshofs über die Rechtmäßigkeit der Abrechnung von Fallpauschalen für Privatkliniken beteiligt („Alphaklinik-Urteil“).
Toft wurde in Deutschland durch Auftritte in Fernsehsendungen, Zeitungs- und Zeitschriftenartikel bekannt. 2003 wurden seine Arbeiten zum Thema Arthrosechirurgie in einer Titelstory des Time-Magazins gewürdigt.
Im Jahre 2008 musste die von Jürgen Toft gegründete Alpha Klinik Insolvenz anmelden und wurde kurz darauf von der Betreibergesellschaft der konkurrierenden Heidelberger Atos Klinik übernommen. Über das in der Folge von Toft in unmittelbarer Nähe eröffnete „Knie-Zentrum“ wurde im August 2010 wiederum Insolvenz eröffnet.

## Werke
- Knie-Arthrose – von wegen da kann man nichts machen. Herbig, Januar 1999, ISBN 3-7766-2138-9